# Uranbergwerk Weißenstadt

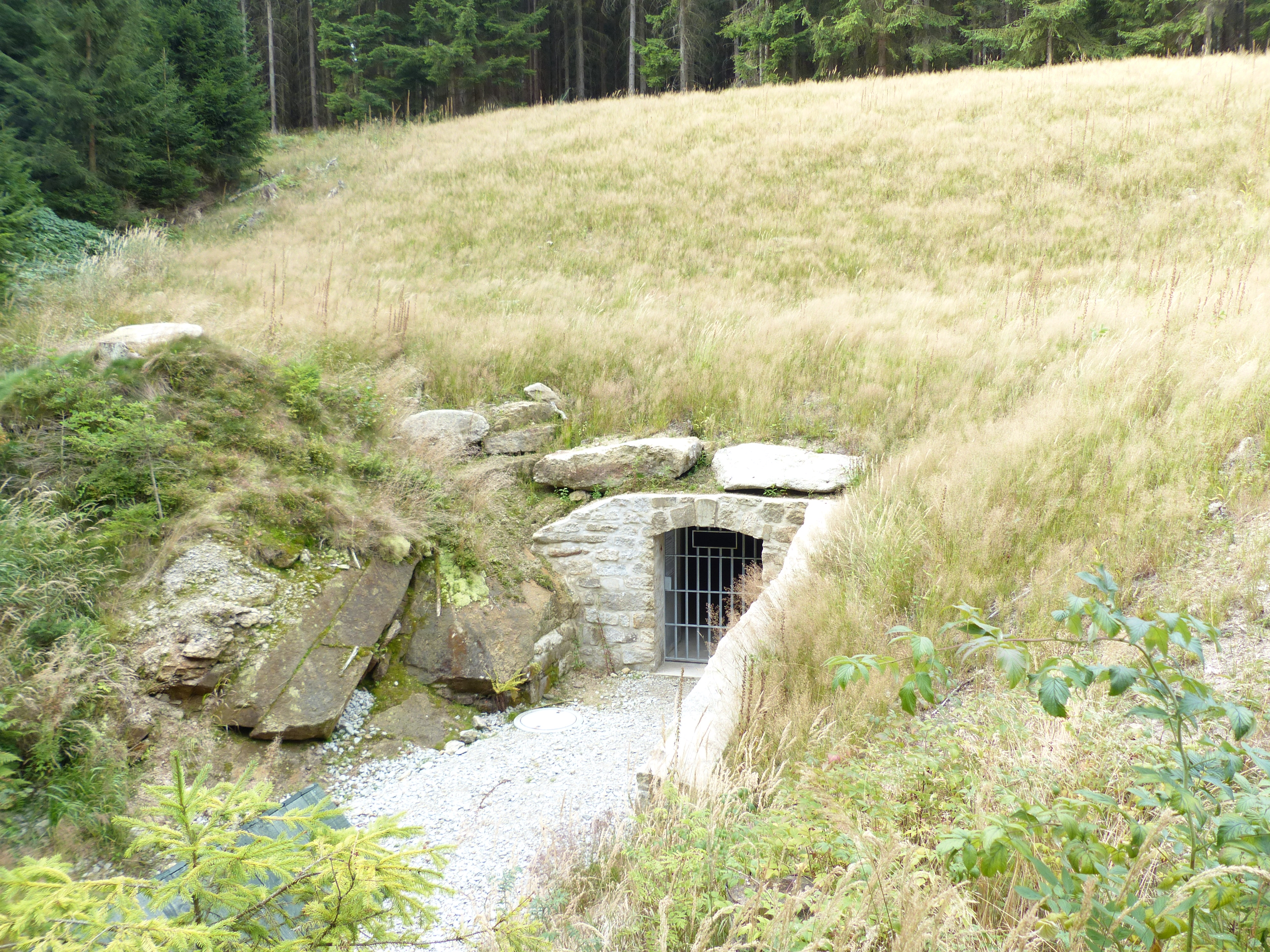
Gesicherter Stolleneingang

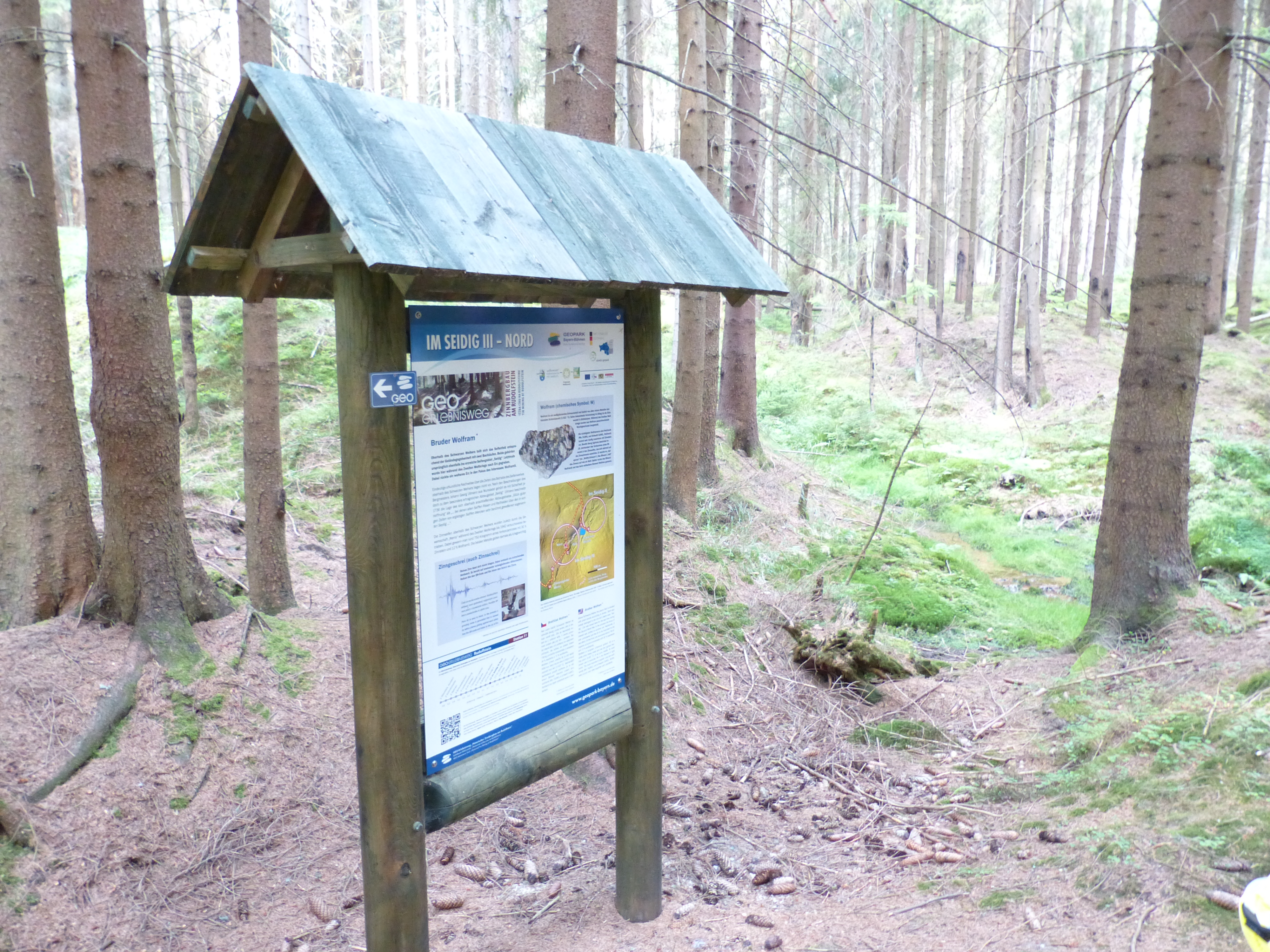
Station des Geoerlebnisweges

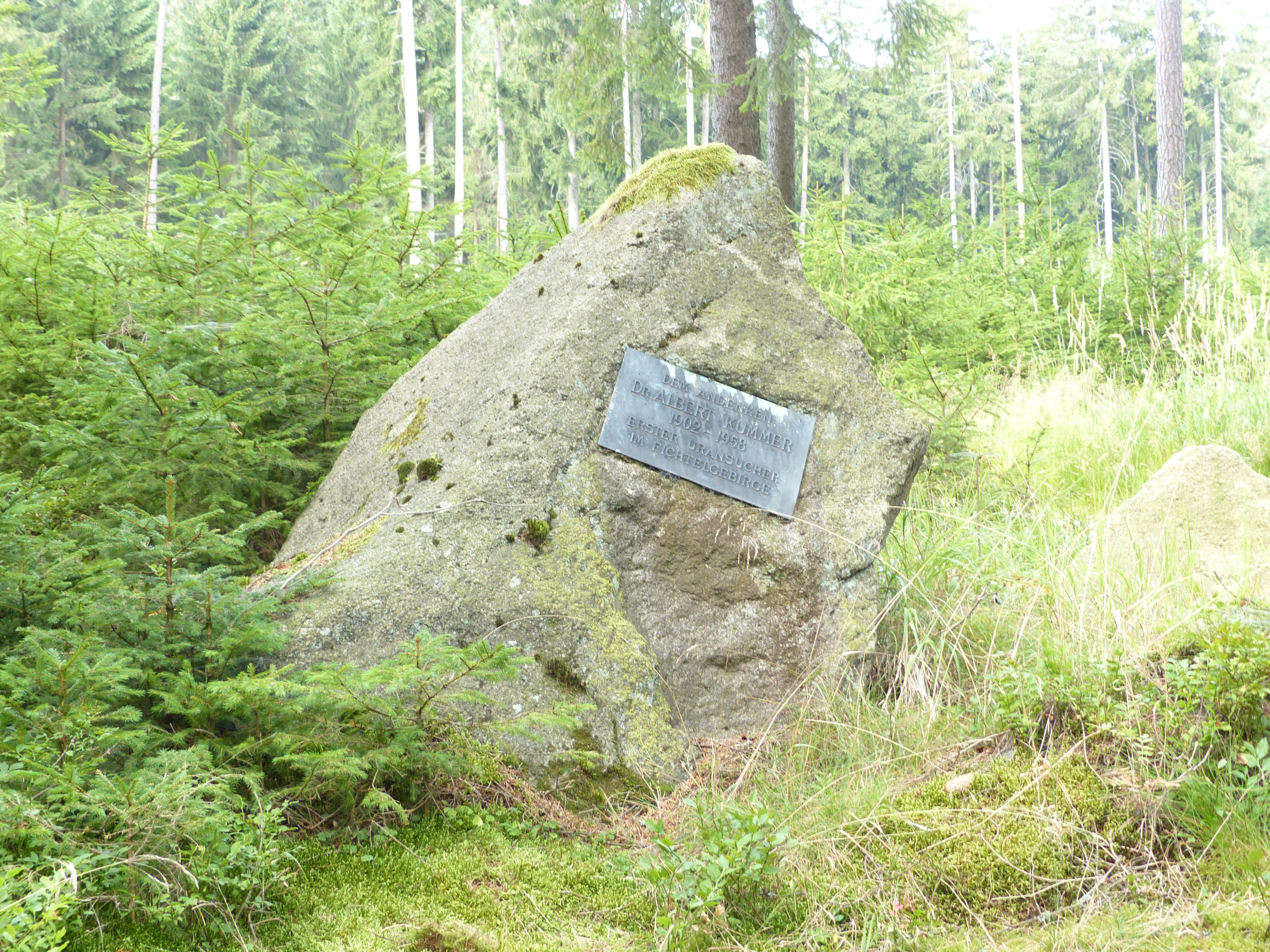
Gedenkstein

Das Uranbergwerk Weißenstadt, auch Zinnerzgrube Werra, ist ein Baudenkmal für den Uranbergbau bei der oberfränkischen Stadt Bad Weißenstadt und dient heute als Besucherbergwerk.

## Lage
Das Bergwerk liegt in einem langgestreckten Waldgebiet zwischen Bad Weißenstadt und dem Schneeberg. Es ist über das Wohngebiet Lederer im Süden von Weißenstadt oder über den Ortsteil Schönlind erreichbar. In der Nähe befindet sich der Rudolfstein. Der Schwarze Weiher zeugt vom Zinnabbau in unmittelbarer Umgebung. Startpunkt für einen Rundwanderweg, der über den Tagebau mit seinen mittelalterlichen Seifen und über den Stollen informiert, ist der Besucherparkplatz am Waldrand, der über die Bergstraße von Weißenstadt angefahren werden kann.

## Besucherbergwerk
Das Besucherbergwerk als Teil des Geoparks Bayern-Böhmen ist eingebettet in den Rundwanderweg mit ausführlichen Infotafeln. Seit Sommer 2016 werden Führungen mit Voranmeldung im Bergwerk angeboten. Sie finden nur in den Sommermonaten statt, da die Bergwerksstollen Fledermäusen als Winterquartier dienen.

## Fledermäuse
Die Bergwerksstollen dienen verschiedenen seltenen Fledermäusen zur Überwinterung, darunter das Große Mausohr, das Braune Langohr, die Wasserfledermaus, die Bartfledermaus und die Fransenfledermaus. Bei einer Zählung kam man auf 50 Individuen. Dies war Anlass, bei der Sanierung des Bergwerks auch 50 Fledermauskästen in den Gängen zu installieren.

## Geschichte
Trotz des Verbotes der Alliierten wurde 1950 – getarnt als „Zinnerz-Untersuchungsbetrieb“ – in Weißenstadt mit dem Abbau und der Anreicherung von Uran begonnen. Betreiber war die Maxhütte in Sulzbach-Rosenberg als Teil des Flick-Konzerns. Abgebaut wurde Torbernit, ein Kupfer-Uran-Phosphat. Gearbeitet wurde in Stollen, die zuvor dem Abbau von Zinnerz gedient hatten. 1955 besuchte der Bundesminister für Atomfragen Franz Josef Strauß Weißenstadt. Erst 1956 wurde in der Wochenschau Welt im Bild erstmals vom Abbau von Uran berichtet. Es bestanden Pläne zum Ausbau von Weißenstadt zu einer „Atomstadt“. Der Forschungsreaktor München wurde mit Uran aus Weißenstadt versorgt. Der Betrieb lief bis 1975, erst 1990 wurde die Anlage stillgelegt. Ähnliche Ansätze zur Urangewinnung gab es in der Grube Christa bei Großschloppen, in Lengenfeld bei Tirschenreuth, Poppenreuth bei Tirschenreuth und Mähring. Heute profitiert Weißenstadt vom radioaktiven Radon als Heilbad.
Im Jahr 1956 wurden insgesamt 62 Medaillen aus Weißenstädter Uran im Auftrag der Maxhütte geprägt. Die Rohlinge wurden von einem Brennstab für Kernreaktoren abgetrennt. Bergassessor Franz Beckenbauer, der 1956 für die Eisenerzgrube Karoline der Maxhütte verantwortlich war, hatte diese Medaillen prägen lassen. Es gibt zwei Sorten von Medaillen. Die Prägung erforderte höchste Pressdrücke. Das Material wird außerdem leicht brüchig und oxidiert schnell, so dass die Exemplare heute teilweise bereits erhebliche Mängel haben. Im Deutschen Bergbau-Museum Bochum (DBM) lässt sich noch eine der 1956 angefertigten Medaillen aus Uran betrachten. Die Medaille wiegt 55 Gramm und hat einen Durchmesser von 40 Millimetern.
Die Zinngrube Bergwerk Werra bei Weißenstadt wurde nach umfangreichen Sanierungs- und Vorbereitungsmaßnahmen am 6. Juli 2016 wieder eröffnet (Führungen 2022: ab 21. Mai regelmäßig samstags 10 – 13 Uhr). Der Stolleneingang wurde stark befestigt und es gibt eine Ausstellungsfläche im Freien. Ehemalige Nebengebäude, vor allem für den Aufenthalt der Bergleute, sind in schlechtem Zustand erhalten geblieben und sollen zukünftig als Besucherräume dienen.